# Il Paesaggio con la Creazione degli animali

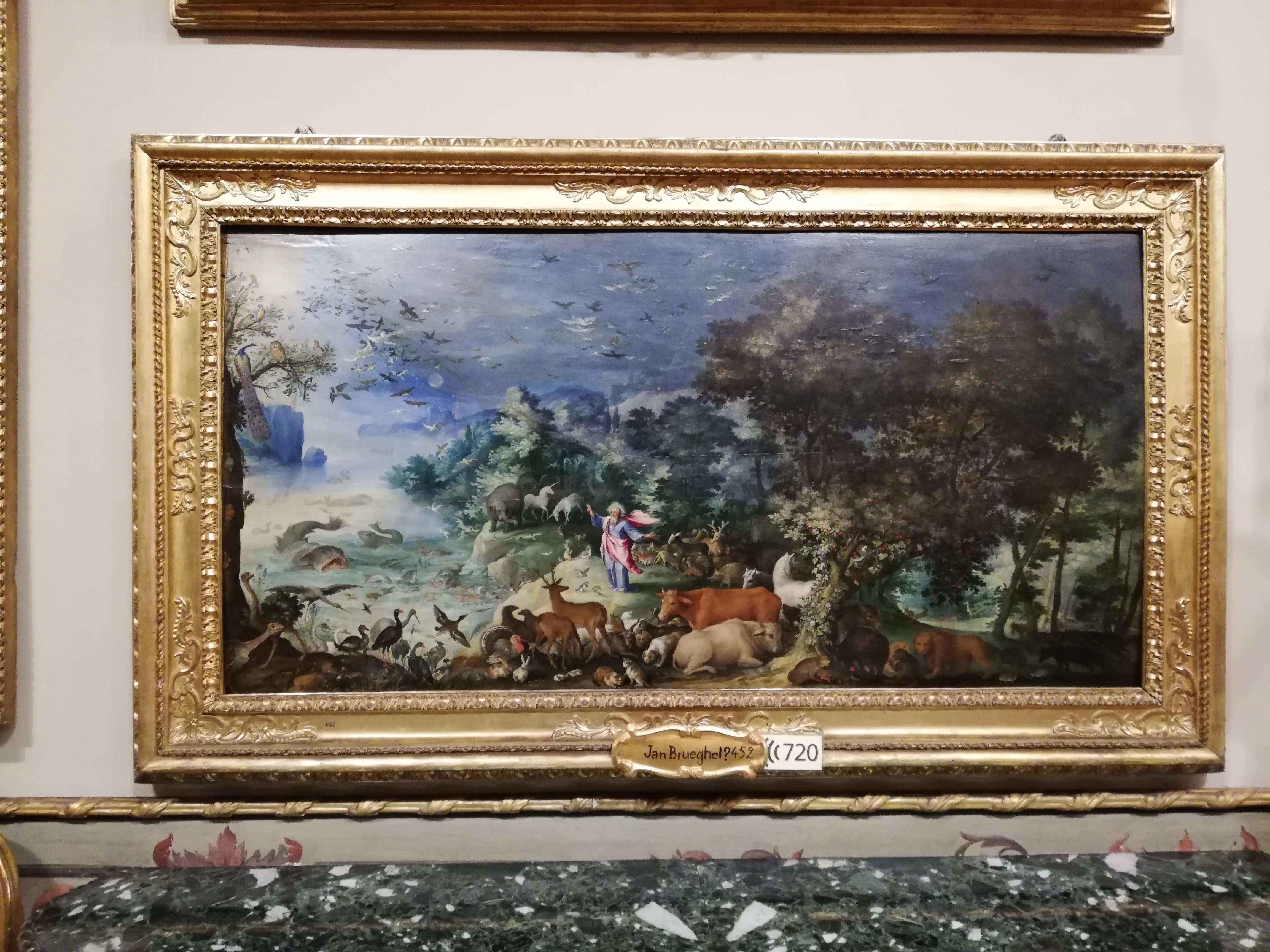
Il Paesaggio con la Creazione degli animali è un dipinto del 1610 di Jan Brueghel il Vecchio o della sua scuola (olio su tavola, 71,9 x 143,5 cm). Conservato presso la Galleria Doria Pamphilj (Roma).

Il Paesaggio con la Creazione degli animali è un dipinto realizzato con la tecnica dell'olio su tavola. Le dimensioni sono di 71,9 x 143,5 cm, l'opera è stata realizzata da Jan Brueghel il Vecchio o da un allievo della sua bottega, nel 1610. Attualmente l’opera si trova nella Galleria Doria Pamphjli a Roma.

## Storia
In origine il dipinto doveva essere un coperchio di una spinetta (un antico strumento musicale simile al pianoforte). È stato realizzato nel 1610. Si trovava nella cosiddetta Villa di Bel Respiro fino alla morte di Camillo Pamphilj (1666) dove era esposto in una specie di gabinetto privato. È stato restaurato nel 1770 da G. Prencipe.

## Descrizione e stile
L’opera raffigura Dio che crea gli animali e la vita sulla terra; è ben dettagliata, c’è grande abbondanza di animali e non mancano effetti di luci e di ombre. Tuttavia, alcuni vi hanno riconosciuto mani diverse e si ipotizza che il paesaggio e gli animali siano opera di due autori distinti, Brill e Brueghel il vecchio. Il colore si conserva bene, eccettuate le striature corrispondenti alle cerniere dell’antico strumento musicale.